# Alberto Bettiol
Alberto Bettiol (Poggibonsi, 29 ottobre 1993) è un ciclista su strada italiano che corre per l'XDS Astana Team.
Professionista dal 2014, nel 2016 si è classificato terzo al Tour de Pologne e secondo alla Bretagne Classic Ouest-France, conquistando come prima vittore tra gli specialisti la prestigiosa classica monumento del Giro delle Fiandre 2019. Nel 2021 ha vinto una tappa al Giro d'Italia, mentre nel 2024 si è aggiudicato la Milano-Torino, la corsa ciclistica più antica del mondo e la prova in linea dei campionati italiani.

## Carriera

### Gli esordi
Nato a Poggibonsi da madre toscana e padre veneto, cresce a Castelfiorentino. Dopo la trafila delle giovanili, ottiene ottimi risultati al secondo anno tra gli Juniores, nel 2011, aggiudicandosi tra gli altri il titolo europeo a cronometro di categoria, il Giro della Lunigiana e il Trittico Veneto.
Dal 2012 è attivo come Under-23, prima con il Team Idea Shoes diretto da Franco Gini, e poi con il G.S. Mastromarco diretto da Carlo Franceschi, facendo sue importanti corse toscane come la Coppa Mobilio Ponsacco e il Giro delle Due Province, e guadagnandosi anche la convocazione in Nazionale per la prova Under-23 dei mondiali 2013.

### 2014-2018: i primi anni da professionista
Debutta da professionista neanche ventunenne, nel 2014, con il World Team Cannondale diretto da Roberto Amadio. Nel 2016, dopo aver concluso all'86º posto il Giro d'Italia, sua prima grande corsa a tappe, ottiene il primo piazzamento di rilievo in carriera, al Tour de Pologne, concludendo la corsa al terzo posto e vincendo la classifica a punti. Dopo essere arrivato secondo alla Bretagne Classic Ouest-France, si mette in evidenza anche nelle classiche canadesi di settembre: si piazza quarto al Grand Prix Cycliste de Québec e settimo al Grand Prix Cycliste de Montréal. Nel 2017 partecipa al suo primo Tour de France, durante il quale ottiene il quinto posto nella terza tappa, con arrivo a Longwy, vinta dall'iridato Peter Sagan.
Per il 2018 viene messo sotto contratto dal BMC Racing Team: con la nuova maglia si piazza terzo in una tappa del Tour of Oman e vince la cronometro a squadre alla Tirreno-Adriatico. A fine anno si trasferisce all'EF Education First, ex Cannondale.

### Dal 2019: le vittorie al Fiandre e al Giro

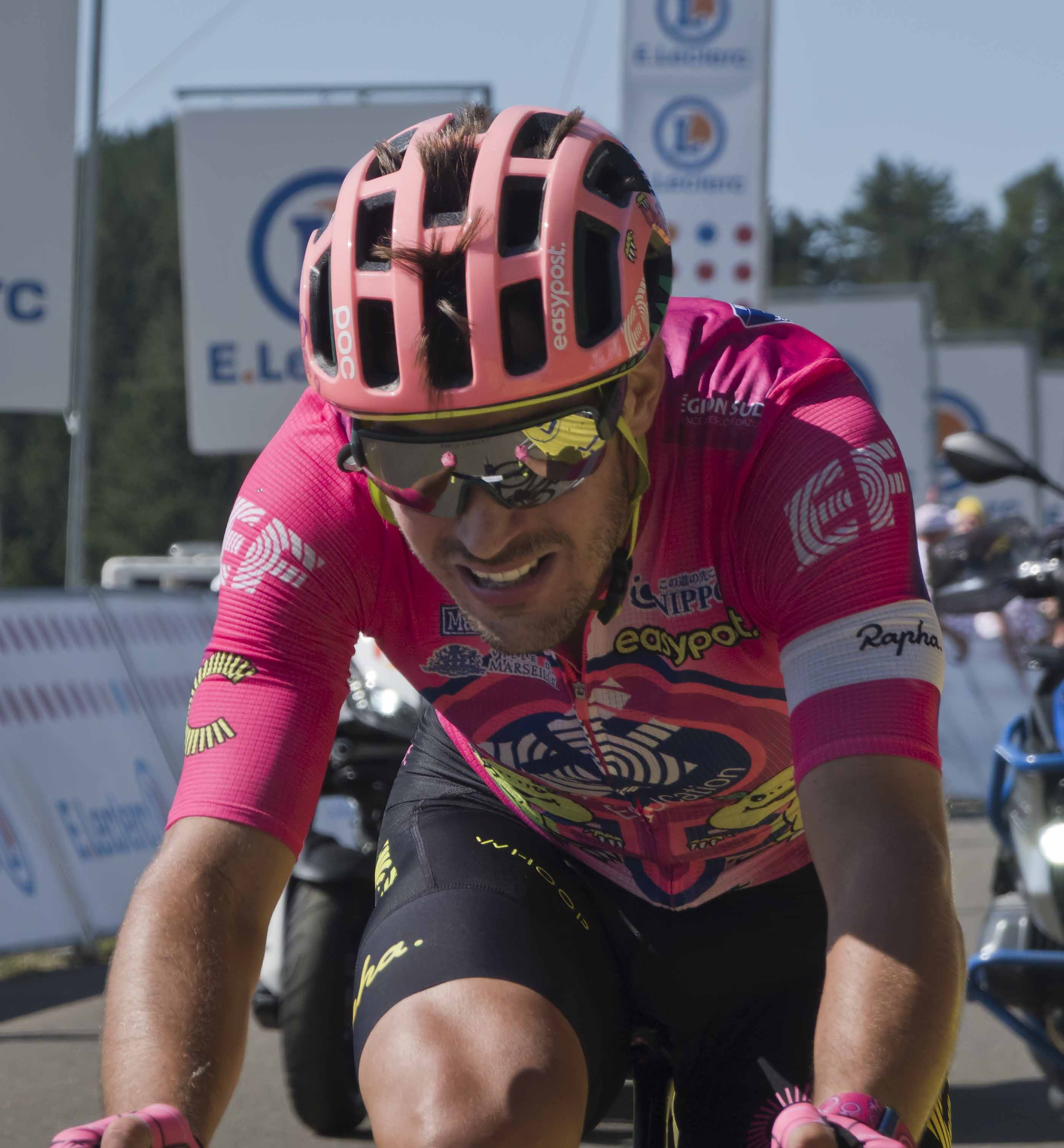
Bettiol in azione al Tour de France 2022.

Nella primavera del 2019 si piazza al secondo posto nella settima e ultima tappa della Tirreno-Adriatico, la cronometro individuale di San Benedetto del Tronto, a 3" dal vincitore, il belga Victor Campenaerts. Dopo aver conquistato un ottimo quarto posto alla E3 Harelbeke, ottiene la prima vittoria da professionista il 7 aprile 2019, in una classica monumento: il Giro delle Fiandre. Quel giorno Bettiol scatta in solitaria sull'Oude Kwaremont, a 18 km al traguardo di Oudenaarde, e riesce a mantenere il suo vantaggio sugli inseguitori sia nel passaggio sul Paterberg, che nel tratto pianeggiante conclusivo, prevalendo sul danese Kasper Asgreen e sul norvegese Alexander Kristoff. L'ultimo corridore italiano ad aggiudicarsi la classica belga era stato Alessandro Ballan, nel 2007. Pochi giorni dopo si piazza sesto nella Freccia del Brabante. A giugno partecipa ai campionati nazionali, arrivando terzo nella prova in linea e secondo in quella a cronometro, in quest'ultima battuto per meno di un secondo da Filippo Ganna.
Inizia il 2020 partecipando all'Étoile de Bessèges, breve corsa a tappe in cui coglie una vittoria nella cronometro finale e il secondo posto nella classifica generale. Nella seconda parte di stagione, quella successiva all'interruzione delle corse per la pandemia di COVID-19, si piazza invece quarto sia alla Strade Bianche che alla Gand-Wevelgem, correndo anche il Tour de France. Il 27 maggio 2021 torna al successo vincendo la tappa del Giro d'Italia con arrivo a Stradella al termine di una fuga partita al mattino e conclusa con un attacco solitario di 6,5 km. Nello stesso anno rappresenta l'Italia ai Giochi olimpici di Tokyo: conclude la prova in linea al quattordicesimo posto (miglior italiano) e la cronometro all'undicesimo.

## Palmarès

### Strada
- 2011 (Juniores)[2]

Bracciale del Cronoman - Ponte San Giovanni (cronometro)
Memorial Giovanni Cannarella
Gran Premio Gallicano, valido come Campionato regionale (cronometro)
Campionati europei, Prova a cronometro Juniores
Gran Premio Nat Food PowerBar
2ª tappa Trittico Veneto (Gaiarine > Gaiarine)
3ª tappa, 2ª semitappa Trittico Veneto (Orsago > Orsago, cronometro)
Classifica generale Trittico Veneto
1ª tappa Giro della Lunigiana (La Spezia > Pontremoli)
3ª tappa Giro della Lunigiana (Fosdinovo > Fosdinovo)
Classifica generale Giro della Lunigiana
- 2012 (Team Idea Shoe)[12]

Gran Premio Città di Monsummano Terme
Coppa Mobilio Ponsacco
- 2013 (G.S. Mastromarco-Chianti Sensi-Benedetti-Dover)[13]

Firenze-Empoli
Coppa del Grano Under-21
Pistoia-Fiorano
Giro delle Due Province
- 2019 (EF Education First, una vittoria)

Giro delle Fiandre
- 2020 (EF Pro Cycling, una vittoria)

5ª tappa Étoile de Bessèges (Alès > Alès, cronometro)
- 2021 (Education First Nippo, una vittoria)

18ª tappa Giro d'Italia (Rovereto > Stradella)
- 2023 (EF Education-EasyPost, una vittoria)

Prologo Tour Down Under (Adelaide > Adelaide, cronometro)
- 2024 (EF Education-EasyPost, quattro vittorie)

Milano-Torino
2ª tappa Boucles de la Mayenne (Le Ham > Villaines-la-Juhel)
Classifica generale Boucles de la Mayenne
Per sempre Alfredo, valido per i Campionati italiani, Prova in linea

#### Altri successi
- 2016 (Cannondale-Drapac)

Classifica a punti Tour de Pologne
- 2018 (BMC Racing Team)

1ª tappa Tirreno-Adriatico (Lido di Camaiore, cronosquadre)

## Piazzamenti

### Grandi Giri
- Giro d'Italia

2016: 86º
2021: 30º
2023: 48º
- Tour de France

2017: 90º
2019: 69º
2020: 62º
2022: 40º
2023: 83º
2024: ritirato (14ª tappa)

### Classiche monumento
- Milano-Sanremo

2017: 37º
2018: 95º
2019: 36º
2020: 18º
2021: 108º
2022: 131º
2023: 54º
2024: 5º
2025: 57º
- Giro delle Fiandre

2016: ritirato
2017: 24º
2018: ritirato
2019: vincitore
2020: 16º
2021: 28º
2022: ritirato
2024: 9º
- Parigi-Roubaix

2024: ritirato
- Liegi-Bastogne-Liegi

2014: ritirato
2018: ritirato
2019: ritirato
2020: ritirato
2022: 68º
- Giro di Lombardia

2015: 89º
2016: ritirato
2017: ritirato
2018: ritirato
2020: ritirato
2022: ritirato

### Competizioni mondiali
- Campionati del mondo

Copenaghen 2011 - Cronometro Juniores: non partito
Copenaghen 2011 - In linea Juniores: 139º
Firenze 2013 - In linea Under-23: 58º
Bergen 2017 - In linea Elite: 28º
Yorkshire 2019 - In linea Elite: 25º
Imola 2020 - In linea Elite: 18º
Wollongong 2022 - In linea Elite: 8º
Glasgow 2023 - In linea Elite: 10°
Glasgow 2023 - Staffetta mista: 5º
- Giochi olimpici

Tokyo 2020 - In linea: 14º
Tokyo 2020 - Cronometro: 11º
Parigi 2024 - Cronometro: 18º
Parigi 2024 - In linea: 23º

### Competizioni europee
- Campionati europei

Offida 2011 - In linea Juniores: ritirato
Offida 2011 Cronometro Juniores: vincitore
Olomouc 2013 - In linea Under-23: 7°

## Riconoscimenti
- Premio Gino Bartali nel 2019[14]
- Giglio d'Oro nel 2024[15]